# Баквил
Баквил (фр. Bacqueville) насеље је и општина у северној Француској у региону Горња Нормандија, у департману Ер која припада префектури Andelys.
По подацима из 2011. године у општини је живело 570 становника, а густина насељености је износила 51,77 становника/km². Општина се простире на површини од 11,01 km². Налази се на средњој надморској висини од 140 метара (максималној 159 m, а минималној 69 m).

## Демографија
| 1962. | 1968. | 1975. | 1982. | 1990. | 1999. | 2011. |
| ----- | ----- | ----- | ----- | ----- | ----- | ----- |
| 232   | 234   | 248   | 283   | 385   | 404   | 570   |

График промене броја становника у току последњих година